# Gadjerawang
Gadjerawang är ett australiskt språk som talades av 3 personer år 1981. Gadjerawang talas i norra delen av Western Australia samt i Nordterritoriet. Gadjerawang tillhör den djeraganska språkfamiljen.